# Parkerioideae
Parkerioideae zijn een onderfamilie van de Lintvarenfamilie (Pteridaceae), een familie van varens met twee geslachten en zeven soorten.

## Taxonomie
De onderfamilie is voor het eerst beschreven door Smith et al. (2006). Volgens deze opvatting omvat de onderfamilie twee geslachten en zeven soorten die eerder in de aparte families Acrostichaceae en Ceratopteridaceae (of Parkeriaceae) waren opgenomen:
Geslachten
- Acrostichum - Ceratopteris